# Sylvain Joubert
Pour les articles homonymes, voir Joubert.
 (août 2013).
Si vous disposez d'ouvrages ou d'articles de référence ou si vous connaissez des sites web de qualité traitant du thème abordé ici, merci de compléter l'article en donnant les références utiles à sa vérifiabilité et en les liant à la section « Notes et références ».
Sylvain Joubert, né le 24 juillet 1944 à Saint-Philbert-de-Grand-Lieu et mort le 7 février 2000 à Villejuif est un acteur, scénariste, réalisateur et écrivain français.

## Biographie

### Jeunesse
Sylvain Pierre André Joseph Marie Joubert naît le 24 juillet 1944 à Saint-Philbert-de-Grand-Lieu, (Loire-Atlantique).

### Carrière
Il fait le conservatoire et y obtient un second prix de comédie moderne. Remarqué par le réalisateur François Gir, celui-ci lui offre son premier rôle à la télévision dans L'École de la médisance en 1965.
Essentiellement connu pour ses rôles à la télévision, Sylvain Joubert devient populaire par son succès dans le feuilleton Ardéchois cœur fidèle en 1974 dans lequel il tient le rôle-titre. Il campe un précepteur candide et idéaliste dans Au plaisir de Dieu en 1977. Il obtient également le Sept d'or 1987 du meilleur feuilleton pour le scénario et son rôle dans les 8 épisodes de Félicien Grevèche, diffusé en 1986.
Sportif et athlète accompli, il tient aussi le premier rôle du feuilleton Le Cœur au ventre, diffusé sur Antenne 2 en 1976, dans lequel il incarne un jeune boxeur semi-professionnel.
Sylvain Joubert joue également au théâtre : il reçoit une formation au centre de la rue Blanche et passe par le Conservatoire national supérieur d'art dramatique d’où il sort avec un prix de comédie moderne. Il joue les classiques à la scène et reprend le rôle d'Humphrey Bogart dans l'adaptation d'Ouragan sur le Caine que présente Robert Hossein à la Comédie des Champs-Élysées, à Paris.
Dans les années 1980, il réside dans l'Hérault où il achète une maison. Il entre comme sapeur-pompier volontaire au centre de secours de Combes. C'est cette expérience qui le pousse à écrire le scénario de l'Alerte Rouge (1991), téléfilm en deux parties avec notamment Bernard Pierre Donnadieu.
Il avait quelques années auparavant écrit le scénario d'un épisode des Cinq dernières minutes, "Mort au bout du monde", qui se déroulait à Combes et dans les gorges d'Héric. On voit d'ailleurs un véhicule des pompiers de Combes intervenir au tout début.
Il partage la vie de la comédienne et chanteuse Anne-Marie Besse dite Anne-Marie B.
Il a également l'occasion de prêter sa voix lors de doublages de film, notamment à Al Pacino (dans Le Parrain, Serpico ou encore Scarface).

### Mort
Il meurt d'un cancer,  le 7 février 2000 à Villejuif, (Val-de-Marne), à l'âge de 55 ans.
Il est inhumé au cimetière de Combreux, dans le Loiret.

## Filmographie

### Acteur

#### Cinéma
- 1968 : Le Franciscain de Bourges de Claude Autant-Lara : Lucien
- 1969 : Nous n'irons plus au bois de Georges Dumoulin : Philippe
- 1972 : L'aventure c'est l'aventure de Claude Lelouch : Un militant
- 1978 : Ne pleure pas de Jacques Ertaud : Thomas Lafarge
- 1979 : L'Esprit de famille de Jean-Pierre Blanc : Pierre
- 1984 : Femmes de personne de Christopher Frank : Un amant de Cécile

#### Télévision
- 1965 : L'École de la médisance (Téléfilm) : Le domestique
- 1966-1967 et 1979 : Au théâtre ce soir (Série TV) : Jean / Legros / Jimmy
- 1967 : Le Voleur d'enfants (Téléfilm) : Justin
- 1968 : Une femme sans importance (Téléfilm) : Gérald Arbutnot
- 1968 : Les Bas-fonds, de Jean-Paul Sassy (Téléfilm)
- 1968 : Le Tribunal de l'impossible, de Michel Subiela (Série TV) : Fred*
- 1969 : Fred (Téléfilm) : Nicolas
- 1970-1971 : Noële aux quatre vents, d'Henri Colpi (Série TV) : Denis Maréchal
- 1972 : La Tête à l'envers (Téléfilm) : Pierrot
- 1973 : Le Cauchemar de l'aube, d'Abder Isker (Téléfilm) : Philippe Harmet
- 1973 : La Ligne de démarcation (Série TV) : Dallay
- 1974 : Ardéchois cœur fidèle, de Jean-Pierre Gallo (Série TV) : Ardéchois Cœur fidèle
- 1976 : Cinéma 16 (Série TV) : François
- 1976 : La Maison d'Albert (Téléfilm)
- 1976 : Le Cœur au ventre (Série TV) : Roger Konacker
- 1977 : Un amour de jeunesse (Téléfilm) : Sylvain Brassard
- 1977 : Au Plaisir de Dieu, de Robert Mazoyer (Série TV) : Jean-Christophe Comte
- 1978 : Le temps d'une république (Série TV) : Marcel
- 1980 : La falaise aux corneilles (Téléfilm) : Franck Alader
- 1980 : L'ami dans le miroir (Téléfilm) : Raymond
- 1982 : Non récupérables, de Franck Apprederis (Téléfilm) : Francis Carrière
- 1983 : À vitesse du vent (Téléfilm) : Jean Loubignac
- 1986 : Félicien Grevèche (Série TV) : Félicien Grevèche
- 1988 : Les Cinq Dernières Minutes de Gilles Katz (Série TV) : Jocelyn
- 1991 : L'Alerte rouge (Téléfilm) : Jérôme
- 1994 : Un crime de guerre (Téléfilm) : Me Lagarde (+ scénariste)
- 1999 : La Route à l'envers (Téléfilm) : Erwan
- 1999 : Les Cordier, juge et flic (Série TV) : Denvers

### Réalisateur
- 1981 : Rioda, téléfilm

## Théâtre
- Au théâtre ce soir :
  - 1966 : L'Amour, toujours l'amour, de Jacques Vilfrid et Jean Girault, mise en scène de Pierre Mondy, réalisation de Pierre Sabbagh, Théâtre Marigny
  - 1967 : Les J 3, de Roger Ferdinand, mise en scène de Robert Manuel, réalisation de Pierre Sabbagh, Théâtre Marigny
  - 1978 : La Paix du dimanche, de John Osborne, mise en scène de Max Fournel, réalisation de Pierre Sabbagh, Théâtre Marigny
- 1999 : Ouragan sur le Caine, mise en scène de Robert Hossein, Comédie des Champs-Élysées

## Doublage

### Cinéma

#### Films
- Al Pacino dans :
  - Le Parrain (1972) : Michael Corleone (1er doublage)
  - L'Épouvantail (1973) : Lion
  - Serpico (1973) : Frank « Paco » Serpico
  - Scarface (1983) : Tony Montana
  - Le Parrain 3 (1990) : Don Michael Corleone
  - City Hall (1996) : John Pappas
  - Looking for Richard (1996) : lui-même / Richard III
  - Donnie Brasco (1997) : Benjamin « Lefty » Ruggiero

- Robert de Niro dans :
  - New York, New York (1977) : Jimmy Doyle
  - Jacknife (1989) : Joseph « Jacknife » Megessey, alias « Megs »
  - Jackie Brown (1997) : Luis Gara

- Takeshi Kitano dans :
  - Hana-bi (1997) : Yoshitaka Nishi
  - L'Été de Kikujiro (1999) : Kikujiro

Mais aussi :
- 1957[4] : Les Sentiers de la gloire : Caporal Philippe Paris (Ralph Meeker)
- 1971 : La Rage du tigre : Lei Li (David Chiang) (1er doublage)
- 1971 : Duel aux poings : Wen Lieh (Ti Lung)
- 1972 : La Poussière, la Sueur et la Poudre : Print (Walter Scott)
- 1973 : Chacal : le "Chacal" (Edward Fox)
- 1974 : Alice n'est plus ici : Ben (Harvey Keitel)
- 1974 : Sugarland Express : Maxwell Slide (Michael Sacks)
- 1975 : Mandingo : Hammond Maxwell (Perry King)
- 1977 : Légitime Violence :  Cpl. Johnny Vohden (Tommy Lee Jones)
- 1979 : 1941 : Capitaine Loomis Birkhead (Tim Matheson)